# إدروبرانولول
إدروبرانولول وهو أحد محصرات مستقبلات بيتا، علما أنه لم يتم تسويقه أبداً.